# Cinnamomum mollicellum
Cinnamomum mollicellum là loài thực vật có hoa trong họ Nguyệt quế. Loài này được (Blake) Kosterm. miêu tả khoa học đầu tiên năm 1961.